# Staurastrum longispinum
Staurastrum longispinum  là một loài Song tinh tảo trong họ Desmidiaceae, thuộc chi Staurastrum.